# Raffaele Anguilla
Raffaele Anguilla (Lecce, 26 febbraio 1915 – Lecce, 3 marzo 2013) è stato un calciatore e allenatore di calcio italiano, di ruolo attaccante.

## Carriera
Cominciò a giocare con il Lecce a 15 anni, nel primo campionato di Serie B disputato dalla compagine salentina, sotto la guida di Ferenc Plemich. In seguito sostenne un provino con l'Inter e non fu ingaggiato perché non poté svincolarsi. Dopo un'annata nel Brindisi, nel 1938-1939 militò nella SPAL prima di tornare al Lecce, dove rimase fino al 1943. Vestì anche la maglia del Bari e chiuse la carriera con il Lecce nel 1945-1946. Allenò il Lecce per un breve periodo nella stagione 1946-1947.
Laureato in Scienze Politiche, ha ricoperto anche numerosi ruoli politici e istituzionali. È stato, infatti, Dirigente per la cooperazione nell'Ispettorato della Riforma Fondiaria e membro della commissione di vigilanza della Prefettura sulle cooperative oltre che responsabile per lo sport nel Provveditorato agli Studi di Lecce. È stato, inoltre, eletto per quattro legislature nel consiglio comunale di Lecce dove ha ricoperto per due anni il ruolo di vicesindaco.
Per cinque anni è stato anche presidente del Centro Nazionale Sportivo Libertas ed ha ricevuto l'onorificenza di Commendatore della Repubblica.
Nel 2007 all'età di 92 anni ha ricevuto dal C.O.N.I. la "Stella al Merito Sportivo".